# Városi jogú nagyközség
Városi jogú nagyközség volt Magyarországon 1984. január 1-jétől az a 34 nagyközség, melyeket az akkor bevezetett új közigazgatási rendszerben körzetközponti szerepre jelöltek ki, de a várossá nyilvánítás kritériumrendszerének nem feleltek meg.
A városi jogú nagyközségek tanácsának jogai és kötelezettségei minden tekintetben megegyeztek a városi tanácsokéival, tanácsi szerveik az 1983. évi 26. törvényerejű rendelettel módosított tanácstörvény rendelkezései szerint közreműködtek egyes községi és nagyközségi tanácsok megyei irányításában. Ezzel létrejött egy új típusú közigazgatási egység is, melyet a már korábban is létező városkörnyékhez hasonlóan nagyközségkörnyéknek neveztek.
Városi jogú nagyközségek csak pár évig léteztek, mivel közülük tizenötöt 1986. január 1-jén, a többi tizenkilencet pedig 1989. március 1-jén várossá nyilvánították.

## A városi jogú nagyközségek listája

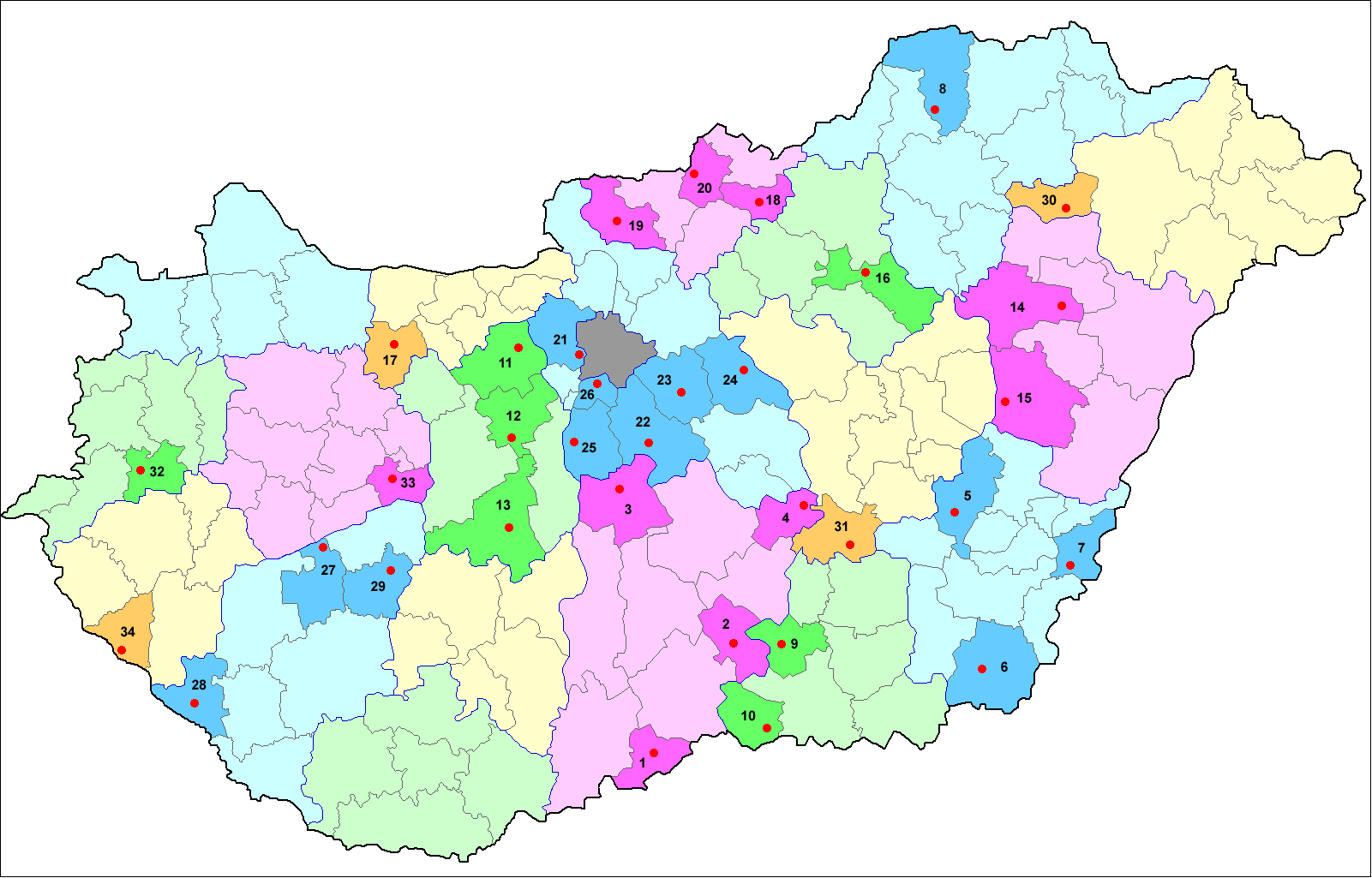
Városi jogú nagyközségek és nagyközségkörnyékek, 1984. január 1. (a számok a felsorolás szerintiek)

| - Bács-Kiskun megye - Bácsalmás (1) - Kiskunmajsa (2) - Kunszentmiklós (3) - Tiszakécske (4) - Békés megye - Gyomaendrőd (5) - Mezőkovácsháza (6) - Sarkad (7) - Borsod-Abaúj-Zemplén megye - Edelény (8) - Csongrád megye - Kistelek (9) - Mórahalom (10) - Fejér megye - Bicske (11) - Gárdony (12) - Sárbogárd (13) - Hajdú-Bihar megye - Balmazújváros (14) - Püspökladány (15) - Heves megye - Füzesabony (16) - Komárom megye - Kisbér (17) | - Nógrád megye - Bátonyterenye (18) - Rétság (19) - Szécsény (20) - Pest megye - Budaörs (21) - Dabas (22) - Monor (23) - Nagykáta (24) - Ráckeve (25) - Szigetszentmiklós (26) - Somogy megye - Boglárlelle (27) - Csurgó (28) - Tab (29) - Szabolcs-Szatmár megye - Tiszavasvári (30) - Szolnok megye - Kunszentmárton (31) - Vas megye - Vasvár (32) - Veszprém megye - Balatonalmádi (33) - Zala megye - Letenye (34) |  |

## A városi jogú nagyközségek kiválasztása
A 34 városi jogú nagyközség nagyobb részének volt valamilyen előtörténete közigazgatási központként.
Városi jogú nagyközség lett az a tizenkét nagyközség, amely járási székhely volt 1983 végén: Bicske, Dabas, Edelény, Füzesabony, Kunszentmárton, Mezőkovácsháza, Monor, Nagykáta, Püspökladány, Ráckeve, Rétság és Sárbogárd.
A városi jogú nagyközségek egy másik része, szám szerint kilenc 1983 végén már nem volt járási székhely, de korábban betöltött ilyen szerepet: Bácsalmás (1962-ig), Csurgó (1970-ig), Kunszentmiklós (1956-ig), Letenye (1970-ig), Sarkad (1966-ig), Szécsény (1978-ig), Tab (1968-ig) és Vasvár (1969-ig), továbbá ide sorolható Gyomaendrőd is (Gyoma 1966-ig járásszékhely volt és 1981-ben egyesült Endrőddel).
További három városi jogú nagyközség valamely korábbi járási székhely helyét vette át az egykor járással nagyjából megegyező körzet új központjává válva: Budaörs nagyközségkörnyékének nagy része előzőleg a Budapest székhelyű Budai járáshoz tartozott, Boglárlelle nagyközségkörnyéke nagyjából megfelelt az 1950 előtti Lengyeltóti, illetve 1950 és 1974 közötti Fonyódi járásnak, Tiszavasvári nagyközségkörnyéke pedig megegyezett az 1970-ben megszűnt Tiszalöki járással.